# الدوري الياباني لكرة القدم للسيدات 2000
الدوري الياباني لكرة القدم للسيدات 2000 هو موسم من الدوري الياباني لكرة القدم للسيدات. فاز فيه إن تي في بيليزا.